# パイオニア0号
パイオニア0号（Pioneer 0）は、国際地球観測年の一環として、テレビカメラ・流星塵検出器・磁気センサを積んで月軌道への投入を目的としたが失敗したアメリカ合衆国の宇宙探査機である。パイオニア計画の最初の衛星としてアメリカ空軍が設計し、地球の軌道を抜ける最初の試みの1つとなったが、打上げ直後にロケットが故障した。パイオニア（またはパイオニア1号）と呼ばれることとなっていたが、失敗したため、パイオニア0号と呼ばれるようになった。

## 宇宙船設計
宇宙船は、直径74 cmの薄い円筒形の中央部の両端に高さが17 cmの円錐台が付いた構造をしている。上端から下端までの高さは76 cmである。軸に沿って、下の円錐台末端より11 kgの固体推進ロケットが突き出ている。8つの小型低推力固体推進ロケットは、上部の円錐台に環状に配列し、使用後には投棄される。上部円錐台の先からは、磁気ダイポールアンテナも突き出ている。シェルは薄層プラスチックで出来ており、温度制御のために明暗の縞模様に塗られている。
搭載された科学機器の質量は11.3 kgで、以下のようなものがあった。
- Naval Ordance Test Station（NOTS）が設計した、月の地表、特に地球より見えない面を調査するための赤外線テレビカメラ[4]。
- 流星塵を検出するための振動板とマイクロフォン。流星塵が振動板に衝突すると音波が発生し、振動板を伝わってマイクロフォンに達する。帯域通過増幅器により信号が増幅され、検出される[4]。
- 地球と月の惑星間磁場を測定するための磁気センサ。当時は、月が磁場を持つか否かは分かっていなかった[4]。

ロケット点火にはニッケル・カドミウム電池、テレビシステム用には酸化銀電池、残りの回路には水銀電池が用いられた。電波伝送は、国際地球観測年の人工衛星標準であった108.06 MHzの周波数で、遠隔操作とドップラー測定用には電気ダイポールアンテナ、テレビシステム用には磁気ダイポールアンテナを用いて行われた。地上からの指令は、115 MHzの電気ダイポールアンテナで受信された。宇宙船は、毎秒1.8回転のスピン安定で、スピンの方向はおおよそ子午線面に垂直であった。

## 打上げと失敗
パイオニア0号は、1958年8月17日12時18分00秒（UTC）、計画された打上げ時間の4分後にアメリカ空軍によって第127号ソーミサイルで打上げられた。打上げ73.6秒後に、高度16 kmでソーの第1ステージ爆発に伴い破壊され、大西洋に落下した。この失敗は、ターボポンプ軸受の欠陥により液体酸素ポンプが停止したのが原因であると考えられている。爆発後123秒間、ペイロードと上段ステージはエラー信号を送り続け、上段ステージは海に落下するまで追跡された。当初の計画では、2.6日間かけて月まで飛行し、TX-8-6固体推進モーターで2万9,000 kmの月軌道へ乗せられ、2週間運用されることとなっていた。
これは、アメリカ空軍によって実行される唯一のパイオニア計画のミッションとなり、続くミッションからは、アメリカ航空宇宙局に引き継がれた。